# Formation de Minhe
La formation de Minhe (chinois simplifié : 民和组 ; pinyin : Mínhé Zǔ) est une formation géologique du nord-ouest de la Chine datée de la fin du Crétacé supérieur (Campanien - Maastrichtien), soit il y a environ entre 83,6 et 66,0 millions d'années.
Les sites  fossilifères connus dans cette formation se trouvent dans le nord du Gansu ainsi qu'en Mongolie-Intérieure.
Ils ont été découverts pendant l'expédition sino-suédoise de 1930 et la première description a été publiée en 1953 par Birger Bohlin (en),.

## Situation géographique
Les principaux sites  fossilifères de la formation de Minhe découverts en 1930 se trouvent
vers 41° 06′ N, 96° 54′ E dans le xian de Guazhou au Gansu,
vers 41° 24′ N, 103° 30′ E au nord de la bannière droite d'Alxa en Mongolie-Intérieure et
vers 41° 30′ N, 107° 00′ E dans la bannière arrière d'Urad en Mongolie-Intérieure.
Ces trois sites s'alignent au sud de la frontière de la Mongolie figurée en gris foncé sur la carte, Jiuquan et Wuwei étant  des villes-préfectures dans la province du Gansu.

## Nom
La formation de Minhe tient peut-être son nom du xian autonome hui et tu de Minhe, ou district de Minhe[réf. souhaitée].
Ce district, qui se trouve à l'extrémité orientale du Qinghai, est assez proche de Lanzhou la capitale du Gansu.
Le nom de la formation géologique et celui du district s'écrivent de la même façon en chinois : 民和, « peuple-paix ».
Le nom retenu par les découvreurs pour baptiser la formation de Minhe laisse ainsi penser que le district abrite la formation géologique malgré la distance (de l'ordre de 1 000 km au moins) qui le sépare des sites publiés.

## Paléoenvironnement
Terrestre.

## Paléofaune

### Dinosaures
Des restes fossiles de dinosaures trouvés dans la province du Gansu et dans la région autonome de Mongolie-Intérieure se répartissent dans 5 genres caractéristiques de la formation de Minhe.
La formation de Minhe a livré de plus :
- une dent de tyrannosaure présentant une pathologie[4],[5] ;
- un possible vélociraptor en Mongolie-Intérieure, cité sous la forme « cf. Velociraptor mongoliensis »[6].

| Dinosaures trouvés dans la formation de Minhe   | Dinosaures trouvés dans la formation de Minhe     | Dinosaures trouvés dans la formation de Minhe | Dinosaures trouvés dans la formation de Minhe     |
| Genre                                           | Espèce                                            | Lieu                                          | Matériel fossile                                  |
| ----------------------------------------------- | ------------------------------------------------- | --------------------------------------------- | ------------------------------------------------- |
| Heishansaurus, synonyme présumé de Pinacosaurus | H. pachycephalus, synonyme présumé de P. grangeri | Gansu                                         | Fragments crâniens et postcrâniens mal conservés. |
| Peishansaurus                                   | P. philemys                                       | Gansu                                         | Mâchoire très fragmentaire avec une dent.         |
| Protoceratops,                                  | P. andrewsi                                       | Gansu et Mongolie-Intérieure                  |                                                   |

### Autres
On trouve également dans la formation de Minhe, au Gansu ou en Mongolie-Intérieure, des crocodyliformes, des tortues et des mammifères, tous de genres indéterminés.